# John Monson, 11. Baron Monson
John Monson, 11. Baron Monson (* 3. Mai 1932; † 12. Februar 2011 in London) war ein britischer Politiker und Peer.

## Leben und Karriere
Monson war ältester Sohn von John Roseberry Monson, 10. Baron Monson (1907–1958) und Bettie Northrup Powell. Er besuchte das Eton College in Berkshire und das Trinity College der University of Cambridge, wo er Wirtschaftswissenschaften und Geografie studierte. Er schloss dort 1954 mit einem Bachelor of Arts ab. Nach dem Studium begann er, im Verlagswesen zu arbeiten.
Er war seit 1975 Präsident der Society for Individual Freedom (SIF). In diesem Amt trat er für die „traditionellen Freiheiten und Bürgerrechte der britischen Bürger“ ein. In diesem Amt lehnte er sämtliche Gesetze ab, die seiner Meinung nach restriktiv waren. Den Vertrag von Maastricht lehnte er ab.
Monson war außerdem Direktor der Burton Energy Supply Company Limited. Monson war Mitglied des Treuhandrates (Trustee) des Almshouses Trust und des Centre for Research into Post-Communist Economies.

## Mitgliedschaft im House of Lords
Nach dem Tod seines Vaters am 7. April 1958 erbte er dessen Titel und den damit verbundenen Sitz im House of Lords. Dort saß er als Crossbencher. Seine Antrittsrede hielt er am 17. Juli 1968.
Im Oberhaus sprach er regelmäßig zum Thema Bürgerrechte. In den späten 1970er Jahren setzte er sich erfolglos gegen das verpflichtende Tragen von Sicherheitsgurten ein. Er lehnte Teile des Sex Discrimination Act als „Zensur“ ab und sprach sich gegen die Ausweitung des Race Relations Act auf den Bereich der Familie oder der Arbeitervereine aus.
Er unterstützte die Belange ethnischer Gruppen, die durch die Zeitläufte und historischen Entwicklungen benachteiligt oder enteignet worden waren, darunter für algerische Ureinwohner, die ein Verbleiben der Franzosen befürworteten, für die Südvietnamesen nach ihrer Niederlage gegen Nordvietnam, für weiße Rhodesier und Protestanten in Nordirland.
Monson war einer von 90 Hereditary Peers, die nach dem House of Lords Act 1999 gewählt wurden und ihren Sitz behalten konnten. Sein Abstimmungsverhalten richtete sich sehr stark gegen die rechtliche Gleichstellung von Homosexuellen und die weitere Integration in die EU. Die meisten von Monsons Verbündeten, vor allem auf dem Gebiet der Europapolitik, gehörten dem rechten Flügel der Conservative Party an. Monson selbst wurde jedoch niemals Parteimitglied; nach seiner Auffassung könne er als „Unabhängiger“ weit mehr erreichen. Er fühlte sich in seiner Ansicht bestätigt, als unter der Regierung von Margaret Thatcher staatliche Reglementierungen zunahmen. Bereits bevor er im House of Lords aktiv wurde, war er als regelmäßiger Leserbriefschreiber bekannt. Außerdem stimmte er gegen Gesetze, die den Klimawandel aufhalten sollen.
An einer Debatte beteiligte er sich zuletzt am 13. Dezember 2010. Zuletzt nahm er am 26. Januar 2011 an einer Abstimmung teil.

## Familie und Tod
Monson heiratete am 2. April 1955 Emma Devas, die Tochter des Malers Anthony Devas (1911–1958) und Nicolette Macnamara (1911–1987), mit der er bis zu seinem Tod 2011 verheiratet war. Sie hatten drei Söhne, darunter seinen Erben, den Journalisten und späteren Titelerben Nicholas John Monson, 12. Baron Monson. Monson war auch Großvater.
Nach dem plötzlichen Tod seines Vaters 1958 erbte er North Carlton Hall, das er fünf Jahre später verkaufte. Er zog mit seiner Familie in ein Gutshaus in South Carlton, wo er den Nachlass verwaltete und ein preisgekrönter Züchter von Chrysanthemen wurde.
Er war, teilweise gemeinsam mit seiner Frau, Eigentümer von Ackerland in Lincolnshire, zu denen Gewerbe- und Wohnimmobilien gehörten. Gemeinsam mit weiteren Familienmitgliedern besaß er Weideland in Surrey.
Gegen Ende seines Lebens litt Monson an gesundheitlichen Problemen. Monson starb am 12. Februar 2011 im Alter von 78 Jahren in einem Krankenhaus an Kopfverletzungen, die er zuvor bei einem Sturz in seinem Haus in London erlittenen hatte.